# SN 2006M
SN 2006M – supernowa typu IIn odkryta 17 stycznia 2006 roku w galaktyce PGC0047137. W momencie odkrycia miała maksymalną jasność 18,50m.